# Tavuš
Tavuš (armenski: Տավուշ) je jedna od deset pokrajina u Armeniji. Glavni grad joj je Ijevan.

## Karakteristike
Pokrajina Tavuš nalazi se u sjevernom dijelu Armenije, površina joj je 2.704 km² u njoj prema podacima iz 2002. godine živi 121.963 stanovnika, dok je prosječna gustoća naseljenosti 45 stanovnika na km².

## Administrativna podjela
Pokrajina je podjeljena na četiri okruga i 63 općine od kojih su četiri urbane a 58 ruralne.

## Granica
Tavuš graniči s Gruzijom i Azerbajdžanom te armenskim pokrajinama:
- Gegharkunik - jug
- Lori - zapad
- Kotajk - jugozapad

## Vanjske poveznice
- Službena stranica regije  Arhivirana inačica izvorne stranice od 25. ožujka 2012. (Wayback Machine)